# Ausacker Westerholz
Ausacker Westerholz (auch: Ausacker Westerholz sowie: Ausacker-Westerholz; dänisch: Oksager Vesterskov) ist ein Ortsteil der Gemeinde Ausacker.

## Lage
Der Ausacker Westerholz liegt direkt östlich von Kleinsoltholz und westlich vom Hauptort Ausacker. In ungefähr vier Kilometer Entfernung liegt der größere Ort Husby. Sämtliche Siedlungshäuser des Ortsteils Ausacker Westerholz liegen am Westerholzer Weg. Die Häuser Westerholzer Weg 1 bis 16 liegen direkt beim Hauptort Ausacker. Die nachfolgenden Hausnummern liegen verstreut an der besagten Straße.

## Hintergrund
Der Ortsname bezieht sich im Dänischen, wie auch in der deutschen Variante, auf eine westlich gelegene Hölzung des Ausacker Gebietes. Wie die gesamte Gemeinde Ausacker gehört auch Ausacker Westerholz schon in der Vergangenheit zur Kirchengemeinde Husby. Auf dem dortigen Kirchhof verzeichnet so auch ein Gefallenendenkmal der Kirchengemeinde fünf der im Ersten Weltkrieg gestorbenen Soldaten aus Ausacker Westerholz. 1961 hatte Ausacker Westerholz 55 und 1970 70 Bewohner. Bis heute ist der Ortsteil landwirtschaftlich geprägt.